# Севиньяк (Кот-д’Армор)
Севинья́к (фр. Sévignac, брет. Sevinieg) — коммуна во Франции, находится в регионе Бретань. Департамент — Кот-д’Армор. Входит в состав кантона Брон. Округ коммуны — Сен-Бриё.
Код INSEE коммуны — 22337.

## География
Коммуна расположена приблизительно в 350 км к западу от Парижа, в 55 км северо-западнее Ренна, в 38 км к юго-востоку от Сен-Бриё.
По территории коммуны протекает небольшая река Пон-де-Маффре (фр. Pont-des-Maffrais).

## Население
Население коммуны на 2016 год составляло 1 098 человек.
| 1962 | 1968 | 1975 | 1982 | 1990 | 1999 | 2008 | 2016 |
| ---- | ---- | ---- | ---- | ---- | ---- | ---- | ---- |
| 1282 | 1507 | 1307 | 1177 | 1075 | 1042 | 1110 | 1098 |

## Экономика
В 2007 году среди 656 человек в трудоспособном возрасте (15—64 лет) 487 были экономически активными, 169 — неактивными (показатель активности — 74,2 %, в 1999 году было 70,8 %). Из 487 активных работали 444 человека (254 мужчины и 190 женщин), безработных было 43 (18 мужчин и 25 женщин). Среди 169 неактивных 55 человек были учениками или студентами, 65 — пенсионерами, 49 были неактивными по другим причинам.

## Достопримечательности
- Замок Лимэлан (XVIII век). Исторический памятник с 1991 года[3]